# Hapithus emeljanovi
Hapithus emeljanovi är en insektsart som beskrevs av Andrej Vasiljevitj Gorochov 1993. Hapithus emeljanovi ingår i släktet Hapithus och familjen syrsor. Inga underarter finns listade i Catalogue of Life.